# کلپهام، بدفوردشر
کلپهام (به انگلیسی: Clapham) یک روستا و محله مدنی در بریتانیا است که در Bedford واقع شده‌است. کلپهام ۳٬۶۴۳ نفر جمعیت دارد.